# 進学ナビ
進学ナビとは、高校生と、その保護者のための大学・短大・専門学校の進学情報サイトである。

## 主な機能・コンテンツ
- 大学・短大・専門学校の情報を掲載
- 住所・駅名からの検索、学校名、分野、所在地から学校を検索することができる
- 学校資料パンフレットを請求できる
- 学校のデジタルパンフレットを閲覧可能
- 学校の所在地、学部学科、卒業生の声、先輩の声、先生の声、オープンキャンパス情報、奨学金情報を閲覧できる